# Bonneville-sur-Touques
Bonneville-sur-Touques is een gemeente in het Franse departement Calvados (regio Normandië) en telt 360 inwoners (2004). De plaats maakt deel uit van het arrondissement Lisieux.

## Geografie
De oppervlakte van Bonneville-sur-Touques bedraagt 6,7 km², de bevolkingsdichtheid is 53,7 inwoners per km².
De onderstaande kaart toont de ligging van Bonneville-sur-Touques met de belangrijkste infrastructuur en aangrenzende gemeenten.

## Demografie
Onderstaande figuur toont het verloop van het inwonertal (bron: INSEE-tellingen).

Vanwege een beveiligingsprobleem met de MediaWiki Graph-software is het momenteel niet mogelijk deze grafiek weer te geven. Zodra de software is bijgewerkt zal de grafiek vanzelf weer zichtbaar worden.